# Llanishen (stacja kolejowa)
Llanishen (ang. Llanishen railway station, wal. Llanisien) – stacja kolejowa w Cardiff, w Walii. Obsługuje obszar Llanishen. Znajduje się na Rhymney Line.
Usługi pasażerskie są świadczone przez Arriva Trains Wales jako część sieci Valleys & Cardiff Local Routes.
Została otwarta przez Rhymney Railway w 1915.

## Połączenia
W ciągu tygodnia ze stacji kursują 4 pociągi w każdą stronę na godzinę – w kierunku północnym do Bargoed (z rozszerzeniami godzinowymi do Rhymney) i kierunku południowym do Cardiff Central i Penarth. 

## Linie kolejowe
- Rhymney Line